# Adenodolichos grandifoliolatus
Adenodolichos grandifoliolatus är en ärtväxtart som beskrevs av De Wild. Adenodolichos grandifoliolatus ingår i släktet Adenodolichos och familjen ärtväxter. Inga underarter finns listade i Catalogue of Life.